# Antoni Bernad i Margarit
Antoni Bernad i Margarit (Barcelona, 1944) és un fotògraf barceloní.

## Biografia
Va estudiar Belles arts i va iniciar la seva vida professional com a dibuixant, col·laborant amb revistes de moda. Aviat la fascinació per la imatge impresa el va conduir a la fotografia. Abans de dedicar-s'hi, ja havia fotografiat profusament germanes i amigues i va muntar, a principis dels anys seixanta un laboratori al seu habitatge familiar i va aprendre l'ofici investigant i estudiant exhaustivament de forma autodidacta els secrets de l'art fotogràfic.
No va ser fins al 1966 que es va dedicar únicament a la fotografia i s'instal·la a París La seva estada a la capital francesa va coincidir amb l'impacte del Maig francès del 1968.

## Obra
És conegut per haver treballat en revistes de moda i en l'àmbit publicitari. Amb una certa preferència pel blanc i negre, la seva subtilesa en el tractament de la llum i l'habilitat en la creació d'atmosferes han estat reconeguts amb exposicions al Museu Nacional d'Art de Catalunya, el Museo Reina Sofía o la Fundació Vila Casas.
El 9 de maig del 2018 es va inaugurar una Retrospectiva al Palau Robert de Barcelona. La secretària general de Departament de Cultura, Maria Dolors Portús, va afirmar que l'exposició "és un homenatge a una vida de creació de 50 anys, amb imatges que transmeten elegància i sensualitat"
El treball d'Antoni Bernad, reconegut internacionalment, ve avalat per una llarga trajectòria. Malgrat que se'l coneix com a fotògraf de moda, també s'ha especialitzat en el retrat. Fugint de la frivolitat, ha tractat amb idèntic respecte artistes, intel·lectuals i models. “La meva obsessió per obtenir la perfecció –assenyala– m'ha obligat a començar de nou cada dia”. En la seva obra, treball i vida són indestriables. El seu esperit inquiet li ha permès treure profit de totes les manifestacions artístiques: teatre, música, pintura, cinema i arquitectura, com també de les grans publicacions de moda internacionals. “A l'Espanya grisa dels anys cinquanta –comenta–, vaig descobrir en les revistes que arribaven de fora una finestra oberta al món. Hi havia una vida, un color, una llibertat que aquí no teníem”. Hi ha obra seva publicada a Revistes com Vogue, Jardin des Modes, Elle, Vanity Fair, Marie Claire o AD.
Una de les seves obres més rellevants són una sèrie de retrats sobre personatges catalans que va publicar el 1984 en format llibre amb el títol "Catalans".
- "CATALANS; RETRATS" . 1984. Edicions 62 ISBN 978-84-2972-257-4[6]
- "CATALANS; RETRATS" . 2015 Barcelona Llibres. Ajuntament de Barcelona.ISBN 978-84-9850-664-8[7]
- DALÍ Y EL RETRATO COMPLICE [catàleg de l'exposició] / [fotografíes de:] Antoni Bernad ; COPEC. Institut Ramon Llull DL-2003[8]

Museus amb obra seva:
- Museu del Disseny de Barcelona. Registre MTIB 3874/12[9]
- MACBA.Retrat de Joan Brossa.[10]
- Arxiu Nacional de Catalunya. Gestió i documentació del fons Antoni Bernad. Memòria (2015) ANC[11]